# Dicnemoloma sieberianum
Dicnemoloma sieberianum är en bladmossart som först beskrevs av Hornschuch in Sprengel, och fick sitt nu gällande namn av Brotherus 1924. Dicnemoloma sieberianum ingår i släktet Dicnemoloma och familjen Dicranaceae. Inga underarter finns listade i Catalogue of Life.